# 精酿啤酒厂和小型啤酒厂
精酿啤酒厂又稱小型啤酒厂、手工啤酒廠，是指專門生产少量啤酒的啤酒厂。 有国家的人自己酿造啤酒。這些人通常自己對釀造啤酒感興趣。與精酿啤酒相對的則是全球95%的啤酒由大型啤酒厂生产，這類啤酒又稱商業啤酒以及工業啤酒。

## 定义

### 微型啤酒厂
微型啤酒厂是指每年產量少于15,000美制啤酒桶（1,800,000公升；460,000美制加侖）的啤酒厂。 微型啤酒厂以桶装和瓶装的形式为餐馆提供啤酒。

### 纳米酿酒厂
纳米啤酒厂是指小型微型啤酒厂，此類啤酒廠通常是一家獨立啤酒廠，並且產量較少。

### 啤酒屋
啤酒屋是結合啤酒酿造和餐饮的地點。啤酒屋可以销售自己的釀造的啤酒，顾客在啤酒屋中能看到酿酒师酿造啤酒的过程。